# Smulterskäret
Smulterskäret är ett naturreservat i Luleå kommun i Norrbottens län.
Området är naturskyddat sedan 2015 och är 3,2 kvadratkilometer stort. Reservatet omfattar ön med detta namn i Lule skärgård. Reservatet/ön består mest av granskog.